# Enoplometopus occidentalis
Enoplometopus occidentalis är en kräftdjursart som först beskrevs av J. W. Randall 1840.  Enoplometopus occidentalis ingår i släktet Enoplometopus och familjen Enoplometopidae. IUCN kategoriserar arten globalt som livskraftig. Inga underarter finns listade i Catalogue of Life.